# سیارک ۳۷۶
سیارک ۳۷۶ (به انگلیسی: 376 Geometria، نامگذاری:1893AM) ، سیصد و هفتاد و ششمین سیارک کشف شده‌است که در ۱۸ سپتامبر ۱۸۹۳ و در نیس کشف شد.
قدر مطلق سیارک برابر ۹٫۴۹ است.